# Diphyus meruensis
Diphyus meruensis är en stekelart som beskrevs av Heinrich 1967. Diphyus meruensis ingår i släktet Diphyus och familjen brokparasitsteklar. Inga underarter finns listade i Catalogue of Life.